# Cadborosaurus
Le Cadborosaurus (également appelé Caddy), est un serpent de mer présent dans le folklore des régions de la côte ouest d'Amérique du Nord. Son nom est dérivé de Cadboro Bay dans le Grand Victoria en Colombie-Britannique, et de la racine grecque saurus qui signifie lézard ou reptile.

## Description
Selon le folklore, le Cadborosaurus willsi ressemblerait à un serpent avec des rayures verticales, possédant une tête de cheval et un long cou avec une paire de petites nageoires à l'avant du corps. On lui prête également, selon les versions, une paire de nageoires postérieures ou une paire de grandes nageoires palmées postérieures lui fournissant une puissante propulsion,.
Le Dr Paul LeBlond, directeur des sciences de la Terre et de l'océan à l'Université de la Colombie-Britannique, et le Dr Edward Blousfield, ancien zoologiste en chef du Musée canadien de la nature, affirment que l'apparence de Caddy a été comparée à tous les animaux de forme allongée tels que les anguilles conger, les baleines à bosse, les éléphants de mer, les rubans ou les régalecs, les requins pèlerins et les lions de mer.
LeBlond et Blousfield déclarent qu'aucune créature connue ne correspond aux caractéristiques trouvées dans plus de 200 observations recueillies sur un siècle. Selon le paléontologue Darren Naish, les deux spécialistes rapprochent, à tort, des observations portant sur plusieurs espèces. En l'absence d'identification d'un spécimen, Cadborosaurus reste un mythe.

## Contes des Premières Nations
Une image venant des peuples autochtones canadiens correspond à la description de Caddy, et est diffusée en Alaska. Les Inuits ont même pour tradition de peindre l'image sur leurs canots à des fins apotropaïques. Le Cadborosaurus est également appelé hiyitl'iik par les habitants de Manhousat qui vivent à Sydney Inlet, t'chain-ko dans la mythologie Sechelt et numkse lee kwala par le groupe indigène Comox de l'île de Vancouver.

## Témoignages modernes

### Observations
On comptabilise plus de 300 observations ces 200 dernières années en Colombie-Britannique, à Deep Cove, dans Saanich Inlet, à Island View Beach et à Cadboro Bay ainsi que dans la péninsule de Saanich. Des observations ont également été faites dans la baie de San Francisco en Californie.
En 2009, le pêcheur Kelly Nash aurait filmé plusieurs séquences de quelques minutes montrant dix à quinze créatures, y compris des jeunes, dans la baie de Nushagak. En 2011, un très court segment des images a été diffusé dans l'émission de télévision Hilstranded, où les frères Hilstrand (de l'émission Péril en haute mer) ont apparemment vu les images de Nash et ont tenté en vain de trouver l'une des créatures.

### Carcasses associées auCadborosaurus

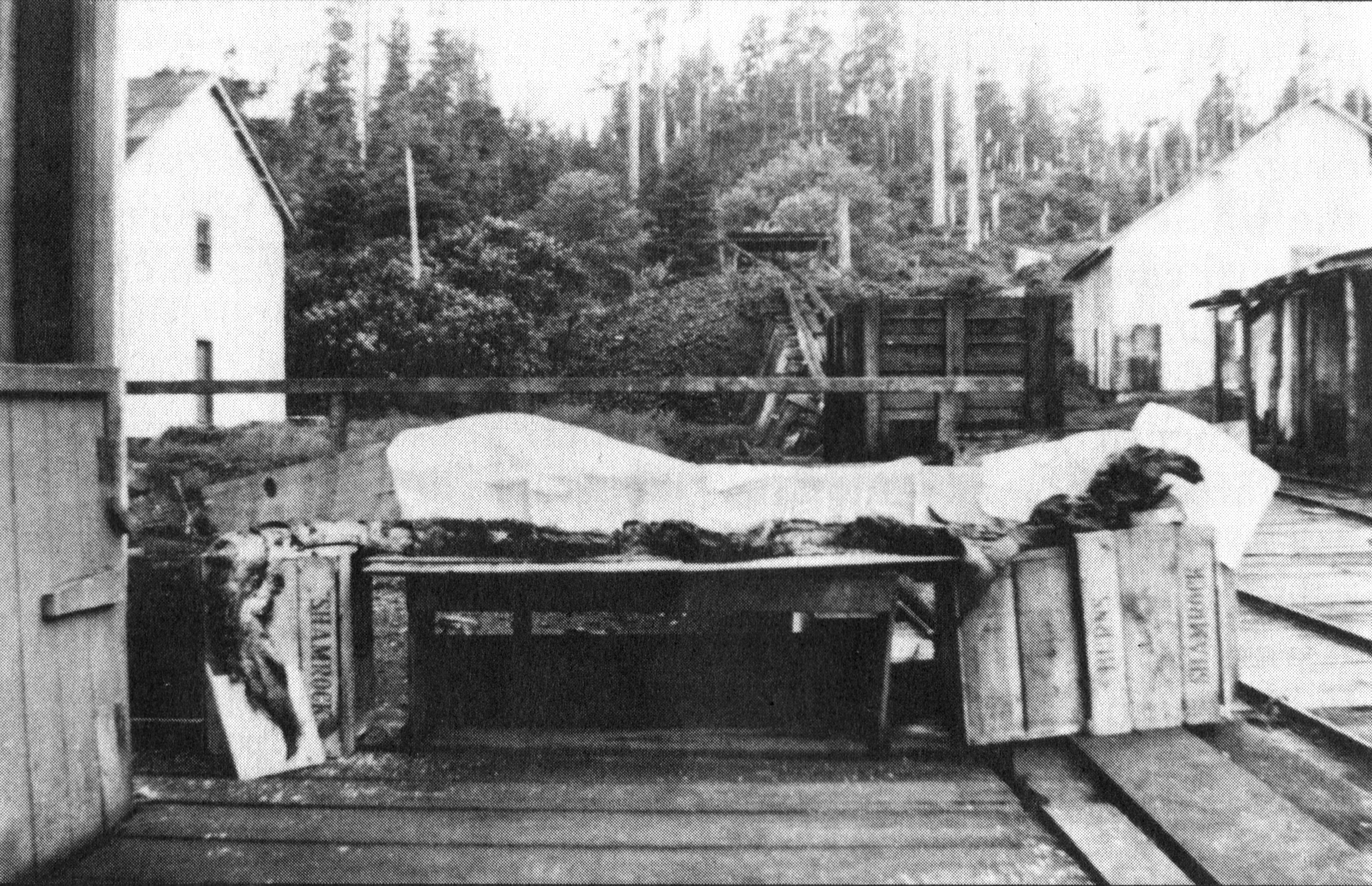
Vue latérale de la carcasse du port de Naden

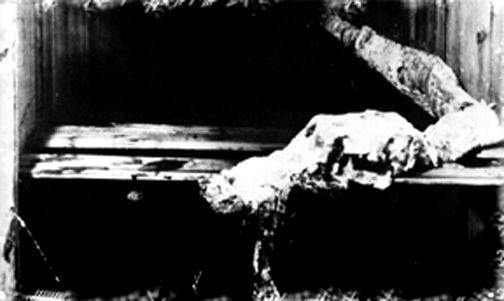
The Effingham Carcass, île de Vancouver, 1947; restes supposés de 'Caddy'

- 1930 : le 10 novembre à Glacier Island près de Valdez, un squelette a été trouvé dans la glace. Le squelette mesurait 24 pieds de long avec des palmes. Certains des restes ont été conservés à Cordova pour une étude scientifique. On pense aujourd'hui que la créature était une baleine[6].
- 1933 : Le Victoria Daily Times titre « Des pêcheurs parlent d'un serpent de mer géant vu à Victoria »[3]
- 1934 : En novembre, sur l'île Henry près de Prince Rupert, des restes mal décomposés d'environ 30 pieds de long ont été trouvés. Le Dr Neal Carter a examiné les restes et a identifié la créature comme un requin pèlerin[7].
- 1937 : En octobre, une prétendue carcasse de Cadborosaurus a été extraite de l'estomac d'un cachalot dans le port de Naden et photographiée. Un échantillon de cette carcasse a été envoyé au Musée provincial de la Colombie-Britannique, où elle a été provisoirement identifiée comme une baleine à fanons fœtale par le directeur du musée Francis Kermode[8],[9],[3].
- 1941 : Une carcasse surnommée Sarah la sorcière de la mer a été trouvée sur la plage de Kitsilano. W.A. Clemens et Ian McTaggart-Cowan l'ont identifié comme un requin[10].
- 1947 : En décembre à Vernon Bay, Barkley Sound sur l'île de Vancouver, une créature de 45 pieds a été trouvée puis identifié comme étant un requin[11].
- 1950 : À Delake dans l'Oregon, une créature a été trouvée, elle comportait 4 queues et des cheveux épais. Elle a été identifiée comme un requin-baleine[12].
- 1956 : Quelque part près de Dry Harbour au sud de Yakutat, en Alaska, une carcasse de 100 pieds de long a été trouvée avec des cheveux de deux pouces de long. Trevor Kincaid aurait déclaré que « la description ne correspond à aucune créature connue »[réf. nécessaire]. WA Clemens a identifié la carcasse comme une baleine à bec de Baird[13].
- 1962 : En avril, près d'Ucluelet une carcasse de 14 pieds de long a été trouvée avec une tête d'éléphant. Elle a été ramenée vers le rivage par Simon Peter et plus tard considérée comme un éléphant de mer[14].
- 1963 : En septembre près d'Oak Harbor, sur l'île Whidbey, une carcasse a été trouvée avec une tête ressemblant à un cheval. AD Welander of Fisheries ont supposé que c'était un requin pèlerin[15].

### Captures supposées de spécimen vivants
- 1968 : En août, W. Hagelund prétend avoir attrapé un bébé Caddy près de l'île De Courcy[16].
- 1991 : En juillet, dans les îles San Juan, Phyllis Harsh prétend avoir attrapé un petit bébé Caddy de 2 pieds et l'avoir remis à l'eau[2].

## Créatures identifiées commeCadborosaurus

### Lion de mer
En 1943, deux policiers, l'inspecteur Robert Owens et le sergent d'état-major Jack Russell, voient « énorme serpent de mer avec une tête en forme de cheval » dans le détroit de Géorgie. Par la suite, « avec une paire de jumelles, le sergent Russell vit que l'étrange apparition était un énorme lion de mer menant un troupeau de six otaries... Leurs ondulations pendant qu'ils nageaient semblaient former un corps continu, avec des parties apparaissant et disparaissant au fur et à mesure qu'ils faisaient surface et plongeaient. À l'œil nu, la vue imitait parfaitement un monstre marin ».

### Ruban de mer géant
Selon certaines hypothèses, Caddy pourrait être un exemple du roi des harengs ou de ruban de mer géant (Regalecus glesne). Cette espèce peut atteindre 17 m de longueur et peser jusqu'à 300 kilos. « Ils sont longs et argentés et ondulent comme un serpent le ferait alors qu'ils nagent dans l'eau », a déclaré H.J. Walker, scientifique principal du musée à l'Institut d'océanographie Scripps, présentant plusieurs rubans de mer dans sa collection.

### Requin pèlerin
La carcasse d'un requin pèlerin en décomposition a souvent été confondue avec Caddy et a trompé les experts et les profanes. Un requin pèlerin en décomposition peut également ressembler à un plésiosaure en décomposition.

### Syngnathe
Michael Woodley, Darren Naish et Cameron McCormick soutiennent qu'un bébé Cadborosaurus capturé en 1968 par le baleinier William Hagelund était vraiment un syngnathinae,.